# Copa San Martín de Tours
La Copa San Martín de Tours - Patrono de Buenos Aires fu una competizione giocata in Argentina tra il 1963 e il 1996, per un totale di 34 edizioni.

## Albo d'oro
Di seguito vengono elencati i risultati delle finali:
- 1963 Independiente       2-1  River Plate
- 1964 Boca Juniors              1-1,  3-2 (ripetizione)  Newell's Old Boys
- 1965 River Plate               1-0  Vélez Sarsfield
- 1966 Racing Club               3-2  Boca Juniors
- 1967 Rosario Central           1-1, 2-2, 3-1 (ripetizione)  Independiente
- 1968 Racing Club               0-0, 2-0 (ripetizione) Belgrano
- 1969 Boca Juniors              3-0  Quilmes
- 1970 Vélez Sarsfield           3-2  Independiente
- 1971 River Plate               1-0  Huracán
- 1972 River Plate               5-2  Gimnasia La Plata
- 1973 Gimnasia y Esgrima    1-0  Rosario Central
- 1974 Boca Juniors              1-0  Estudiantes La Plata
- 1975 Rosario Central           1-0  Independiente
- 1976 Boca Juniors              2-0  River Plate
- 1977 River Plate               4-2  Ferro Carril Oeste
- 1978 River Plate               2-0  Atlanta
- 1979 Unión            2-1  Vélez Sarsfield
- 1980 Argentinos Juniors        5-3  Boca Juniors
- 1981 Atlético Racing           2-1  Independiente
- 1982 Platense                  3-0  Estudiantes La Plata
- 1983 Ferro Carril Oeste  2-1  Temperley
- 1984 Vélez Sarsfield           2-1  Deportivo Español
- 1985 River Plate               3-1  Platense
- 1986 Vélez Sarsfield           1-0  River Plate
- 1987 Ferro Carril Oeste  1-1 (3-2 dopo i calci di rigore) Deportivo Español
- 1988 River Plate               3-1  Deportivo Armenio
- 1989 River Plate               1-0  Vélez Sarsfield
- 1990 Ferro Carril Oeste  0-0 (4-3 dopo i calci di rigore) Argentinos Juniors
- 1991 Boca Juniors              0-0  (5-3 dopo i calci di rigore) River Plate
- 1992 Argentinos Juniors        2-0  Deportivo Español
- 1993 River Plate               2-0  Ferro Carril Oeste
- 1994 San Lorenzo de Almagro    3-1  Deportivo Español
- 1995 Argentinos Juniors        2-0  San Lorenzo de Almagro
- 1996 River Plate               4-0  San Lorenzo de Almagro